# Chambley-Bussières
Chambley-Bussières é uma comuna francesa na região administrativa de Grande Leste, no departamento de Meurthe-et-Moselle. Estende-se por uma área de 19,25 km². Em 2010 a comuna tinha 710 habitantes (densidade: 36,9 hab./km²).